# NGC 2261
NGC 2261 (również Zmienna Mgławica Hubble’a) – mgławica refleksyjna znajdująca się w konstelacji Jednorożca. Została odkryta 26 grudnia 1783 roku przez Williama Herschela. Mgławica ta znajduje się w odległości około 2500 lat świetlnych.
NGC 2261 jest powiązana z młodą gwiazdą R Monocerotis. Układ ten należy do najdokładniej badanych układów 
gwiazda-mgławica w ciągu ostatnich 100 lat. Mgławica ta kształtem przypominająca stożek jest pusta w środku. Źródłem mgławicy jest znana od 150 lat gwiazda zmienna, która od jej odkrycia ulegała wahaniom o cztery wielkości gwiazdowe. Zmienna Mgławica Hubble’a zawdzięcza swą nazwę badaniom Edwina Hubble’a, który w 1916 roku odkrył, że mgławica ta może ewoluować w skali miesięcy. Gwałtowne zmiany jasności NGC 2261 są spowodowane przez cień pyłu krążącego wokół gwiazdy R Monocerotis.